# Osphroneminae
La sottofamiglia Osphroneminae comprende 4 specie di pesci d'acqua dolce, tutte appartenenti al genere Osphronemus, della famiglia Osphronemidae.

## Etimologia
Il nome scientifico del genere e della sottofamiglia deriva dall'unione delle parole greche osphra (odorato, fiuto) + nema (filamento): un chiaro riferimento all'apparato respiratorio di queste specie.

## Diffusione e habitat
Gli Osphronemus sono diffusi nelle acque dolci del Sudest asiatico, principalmente nel bacino idrografico del fiume Mekong, dove abitano acque fluviali, lacustri, risaie e canali, nonché le foreste allagate durante il monsone.

## Descrizione
Queste specie presentano un corpo alto e massiccio, piuttosto compresso ai fianchi, con pinne tozze e non molto lunghe, dai bordi più o meno arrotondati. Gli esemplari giovanili hanno corpo più aggraziato e muso appuntito, mentre in età matura la testa tende ad ingobbirsi arrotondandosi. La livrea è differente secondo la specie, ma tende a colori smorti, bruno, beige, verdastro, con linee e screziature varie. 

Le dimensioni variano dai 50 cm ai 70 cm, secondo la specie.

## Riproduzione
Il maschi costruisce un nido di bolle: una volta accoppiato con una femmina, provvede a sistemare le uova fecondate tra le bolle e a montar la guardia ad esse e quindi agli avannotti nelle prime settimane di vita.

## Pesca
Almeno due specie, Osphronemus exodon e O. goramy sono oggetto di pesca e di acquacoltura, perché presenti nella dieta delle popolazioni locali.

## Specie
Alla sottofamiglia appartengono 4 specie, tutte ascritte al genere Osphronemus:
- Osphronemus exodon
- Osphronemus goramy
- Osphronemus laticlavius
- Osphronemus septemfasciatus